# Emploi convenable
En droit des accidents du travail québécois, la notion d'emploi convenable est l'emploi jugé équivalent qu'un travailleur ayant subi une lésion professionnelle doit exercer à la suite d'une décision d'un tribunal administratif, la Commission des normes, de l'équité, de la santé et de la sécurité du travail (CNESST).  

## Définition
La notion d'emploi convenable est définie à l'article 2 de la Loi sur les accidents du travail et les maladies professionnelles : «  un emploi approprié qui permet au travailleur victime d’une lésion professionnelle d’utiliser sa capacité résiduelle et ses qualifications professionnelles, qui présente une possibilité raisonnable d’embauche et dont les conditions d’exercice ne comportent pas de danger pour la santé, la sécurité ou l’intégrité physique du travailleur compte tenu de sa lésion ». 
Il y a donc trois critères pour l'emploi convenable : 
1. permet au travailleur victime d’une lésion professionnelle d’utiliser sa capacité résiduelle et ses qualifications professionnelles
2. possibilité raisonnable d’embauche
3. dont les conditions d’exercice ne comportent pas de danger pour la santé, la sécurité ou l’intégrité physique du travailleur compte tenu de sa lésion

La notion s'applique à « au travailleur victime d’un accident du travail survenu au Québec ou d’une maladie professionnelle contractée au Québec et dont l’employeur a un établissement au Québec lorsque l’accident survient ou la maladie est contractée ».
Quant au critère de la possibilité raisonnable d'embauche, le législateur ne le définit pas et laisse les tribunaux expliquer le concept. Dans le contexte particulier de la capacité d'exécuter l'emploi convenable, il peut y avoir des enjeux de contestation autour du diplôme exigé, des erreurs commises par le conseiller en orientation à l'emploi du tribunal, de l'impossibilité à trouver des emplois salariés en région, du fait que l'emploi convenable est offert de manière accessoire à un autre emploi, de l'exigence d'être membre d'une association professionnelle ou de l'impossibilité d'exiger que le travailleur salarié cesse d'être travailleur salarié en créant sa propre entreprise. 

## Décision et contestation
La CNESST va décider d'un programme de formation professionnelle en vue d'exercer le nouvel emploi convenable . Le but du programme de formation est de « permettre au travailleur d’acquérir les connaissances et l’habileté requises pour exercer un emploi convenable et il peut être réalisé, autant que possible au Québec, en établissement d’enseignement ou en industrie ».
Si un travailleur n'est pas d'accord avec la décision du tribunal, il peut contester la décision. La contestation de la décision porte sur deux types de décisions de la CNESST  : 
- la détermination de l'emploi convenable
- la capacité d'exécuter l'emploi convenable

Il y a trois niveaux dans la demande de révision : l'agent de la CNESST, le bureau de révision et le Tribunal administratif du travail. 